# Юго-восточный монастырь
Юго-восточный монастырь — условное название комплекса подземных и остатков надземных культовых сооружений XIV—XV века периода княжества Феодоро. Расположен на юго-восточных обрывах плато Мангупа, в 100 м к юго-западу от цитадели. Двухуровневый монастырский комплекс, состоящий из церкви «на площадке со склепами» и других сооружений, в том числе погребальных, на плато и пещер, также с церковью, нижнего уровня в естественном гроте обрыва. Вначале это было кладбище «со склепами» на краю плато, затем (в XIV—XV веке) непосредственно под площадкой с захоронениями, была вырублена церковь, а позже, созданием храма в гроте под обрывом, завершилось формирование монастыря. В настоящее время сообщения между частями монастыря нет, но исследователи полагают, что таковой существовал в средневековье в виде небольшой искусственной пещеры, к которой сверху можно было спуститься по, к настоящему времени частично обрушившемуся, естественному наклонному скальному уступу и с помощью приставных лестниц в нажнем гроте, на основании чего интерпретируют памятник, как единый монастырский комплекс.

## Верхняя часть
Часть монастыря на плато включает храм и шесть пещерных различных сооружений. Наиболее ранним была, видимо, обрушившаяся пещера в 2 м ниже края обрыва, являвшаяся на раннем этапе истории Мангупа караульно-наблюдательным пунктом. Также к более ранним сооружениям относят 2 склепа на поверхности плато. В одном склепе — прямоугольном, размерами 3,70 на 1,80 м, со сводчатым потолком, были обнаружены 77 человеческих черепов (43 совершенно целых) и большое количество перемешанных костей. Во втором, размерами 2,35 на 2,35 м и высотой 1,47 м, в разное время было захоронено не менее 30 человек. Кроме склепов на площадке имеются остатки помещений явно хозяйственного назначения. Е. В. Веймарн, на основании исследований 1938 года, датировал склепы V—VII веком, Н. И. Репников был склонен относить их к XII—XIII веку
«Верхний» храм (также церковь на «площадке со склепами»), представляет собой исторически и архитектурно сложное сооружение: предполагается, что изначально это был вырубленный в скале склеп, впоследствии расширенный и превращённый в что-то вроде кладбищенской часовни и позже, переделанный в полноценную церковь. Одновременно с расширением церкви рядом было вырублено ещё одно помещение, служившее крещальней. Церковь расположена над дромосом одного из склепов (№ 1 по нумерации Е. Веймарна), представляет прямоугольник размерами 4,2 на 4,3 м, при высоте до 2,5 м. Одна из стен — северная, отсутствует (очевидно, была сложена из камня и впоследствии разрушена), как и часть восточной (до начала скалы). От последней сохранилась вырубка в скале для укладки нижних камней. Алтарь, используя какие-то более ранние детали отделки склепа, вырублен в восточной части стены (ниша до 30 см глубиной, в полке которой — прямоугольное в плане гнездо 52 на 21 см: археологи считают, что это непременные атрибуты алтаря). Церковный облик дополняют две ниши в южной стене, большая и маленькая, со скругленными верхними углами, и скальная скамья вдоль западной стены. В храме плоский потолок, немного повышающийся в центре.
Помещение крещальни также прямоугольной, 4,2 на 3,0 м размером и высотой до 2,0 м, потолок плоский, поверхность стен тщательно обработана. У восточной стены в полу — округлая выемка, к западу от неё — квадратная, ёмкости связаны двумя желобами: считается, что это купели для проведение обряда крещения, в том числе взрослых. Судя по выемкам в стенах, помещение разделялось некими деревянными перегородками; в восточной стене имеется прямоугольное окно, в западной — большая арочная ниша и неглубокая полка.

## Нижняя часть
Нижний храм (также церковь в обрыве под «площадкой со склепами») располагался в дугообразном гроте, открытом на юго-восток, внешние стены, по предположению историков, были сложенны из камня (сохранились следы в потолке грота), в саму церковь вели вырубленные в скале ступени. Алтарь, с хорошо выраженной конхой, вырублен в северо-восточной стене, возле наружной скальной полки (было использовано естественное углубление, подрубленное в направлении на восток). Потолок был тщательно выровнен, верхняя часть скальной стены, переходящая в потолок, обработана в форме фриза на высоте от 1,5 до 2,3 м с вырубными нишами под полки, в потолке сделаны две проушины для подвески поликандил. Вокруг храма — следы каких-то, пока не установленных, помещений, под обрывом — следы существовавшего некогда водного источника.